# Bregovljana
Bregovljana is een plaats in de gemeente Pušća in de Kroatische provincie Zagreb. De plaats telt 84 inwoners (2001).